# Паллеске, Эмиль
Эмиль Паллеске (нем. Emil Palleske, 5 января 1823, Темпельбург, Померания — 28 октября 1880, Таль около Эйзенаха) — германский актёр, чтец, драматург, писатель.

## Биография
Свою юность провёл в Рюгенвальде. Затем изучал филологию и историю в университетах Бонна и Берлина, но одновременно готовил себя к профессии актёра; со студенческих лет играл небольшие и характерные роли в театрах Познани, Штеттина и Ольденбурга. С 1845 по 1851 год был актёром в придворном театре Ольденбурга, но затем покинул сцену, так как его актёрские способности оценивались невысоко. Вместе с тем с конца 1840-х годов пользовался широкой известностью своими художественными чтениями драм. Позже жил в Арнштадте, Веймаре и Айзенахе, отправлялся в гастроли с чтением драм по германским государствам. Его репертуар включал в себя как драмы немецких классиков (в том числе Фрица Рейтера), так и произведения Шекспира и Софокла. Выезжал на гастроли и в Россию (в Санкт-Петербург).
Его перу принадлежит одна из лучших биографий Шиллера своего времени — «Schillers Leben u. Werke» (1858—1859, 12-е издание — 1886; была переведена на английский язык). Написал также труд «Die Kunst des Vortrags» (1880, 2-е издание — 1884), в котором обобщил в том числе свой опыт декламатора, и трагедии «König Monmouth», «Achilles» и «Oliver Cromwell». В 1879 году опубликовал мемуары Шарлотты фон Кальб.

## Сочинения
- Achilles. Ein Drama. Als Manuskript gedruckt (Zum ersten Mal aufgeführt auf dem großherzoglichen Hoftheather zu Oldenburg den 11. Nov. 1847), Oldenburg 1847, 48 S.
- König Monmouth, Berlin 1853.
- Über Griepenkerl's ‹Robespierre›, 1856.
- Oliver Cromwell, Berlin 1857.
- Schiller's Leben und Werke, Berlin 1858/1859 (Englische Ausgabe: Schiller's Life and Works, translated by Lady Wallace, London 1860, ISBN 1-4325-5131-0).[2]
- Charlotte - Gedenkblätter von Charlotte von Kalb (für die Freunde der Verewigten), Stuttgart 1879.
- Die Kunst des Vortrags, Stuttgart 1880.
- Die Matrone von Ephesus, Leipzig 1926 (Reclam).